# 2020年1月中国大陆

## 1月1日
- 中华人民共和国自然资源部国家地下水监测工程近日收官，这是国家级地下水三维自动化监测网首次构建完成。该工程建设启动于2015年6月，总投资达22亿元，共建设完成20469个监测站点，由自然资源部和水利部共同建设[1]。
- 中共中央总书记习近平发布新年贺词中指出，2020年是脱贫攻坚决战决胜之年[2]。
- 甘肅蘭州上千市民在當地定點11間醫院排隊進行布魯氏菌抗體檢測，醫院臨時增派加班人手。之前部分市民檢測出不同程度的陽性指標，有嚴重者還伴隨明顯臨床症狀。[3]
- 长江流域332个自然保护区和水产种质资源保护区自2020年1月1日0时起实行暂定为期10年的常年禁捕，期间禁止天然渔业资源的生产性捕捞。[4][5]
- 湖北省武汉市公安局通报，8人因在网上发布肺炎疫情消息被传唤并依法处理，通报称，这些人“在不经核实的情况下，在网络上发布、转发不实信息，造成不良社会影响”[6]。
- 在珠海市从事个体工商经营或灵活就业的港澳台居民可在珠海市参加社会保险[7][8]。

## 1月2日
- 湖南泼墨女孩，被送入精神病院一年半左右回家的董瑤瓊，與父親董建彪相見。據董父透露，董瑤瓊已完全判若兩人，甚至出現癡呆症狀。[9]
- 21时许，陕西省西安市未央区西安市第六十六中学发生命案。根据网传信息，男性高三学生李某的手机被老师金某没收，他袭击了另一名教师周某娟致其重伤。周某娟送医后不治。[10]

## 1月3日
- 吉林省松原市中级人民法院一审宣判中国工程院院士、中国农业大学教授李宁与张磊贪污案。李宁被判处有期徒刑12年，罚款300万元人民币。法院称，经查二人贪污总额为3410万元人民币。[11]
- 第七届延吉国际冰雪旅游节在中国朝鲜族民俗园启幕，本届冰雪旅游节以“冰雪边城，动感延吉”为主题[12][13]。

## 1月4日
- 国务院任命朱咏雷为国家广播电视总局副局长；任命骆惠宁为中央人民政府驻香港特别行政区联络办公室主任。免去王志民的中央政府驻港联络办主任职务。[14]
- 江苏省苏州市十全街苏州饭店北侧公交站发生塌陷。苏州市交通管理局称，塌陷原因为河道清淤。据称，由于附近下陷严重，已有一些商户搬离十全街。[15]
- 中华人民共和国民政部印发《关于加快建立全国统一养老机构等级评定体系的指导意见》，其中提出到2022年基本建立全国统一的养老机构等级评定体系[16]。

## 1月5日
- 《庚子年》特种邮票首发仪式在北京举行，2020年是庚子鼠年，也是中国邮政发行生肖邮票四十周年，此次邮票加入了数字化内容[17][18]。
- 下午15时30分左右，湖北武汉市江夏区天子山大道1号武汉巴登城生态休闲旅游开发项目一期工程发生建筑施工坍塌事故，造成6人死亡，5人受伤[19]。

## 1月6日
- 上午，李克强在北京市人民大会堂与老挝政府总理通伦·西苏里举行会谈。[20]习近平在人民大会堂会见来访的通伦·西苏里。[21]
- 下午，习近平在北京市人民大会堂北大厅为来华进行国事访问的基里巴斯总统塔内希·马茂举行欢迎仪式。[22]，随后两国领导人共同见证两国共建“一带一路”谅解备忘录的签署。这也标志着中国同所有10个建交太平洋岛国都签署了共建“一带一路”合作文件[23][24]。
- 1月6至1月7日，国家机关事务管理局在京举行全国机关事务工作会议[25]。计划2020年全面启动节约型机关创建工作[26]，到2022年不低于70%的县级及以上党政机关建成节约型机关[27]。

## 1月7日
- 中华人民共和国教育部印发《教材管理办法》和《学校选用境外教材管理办法》。规定国家实行中小学教材审定制度，未经审定的教材不得出版选用；义务教育学校不得使用境外教材[28][29][30]。

## 1月8日
- 天津市武清区人民法院一审宣判权健自然医学科技发展有限公司及束昱辉等组织、领导传销活动案。权健公司及束昱辉等12名被告人被判有罪。束昱辉被判处有期徒刑9年，并处罚金5000万元人民币。[31]
- 最高人民检察院以涉嫌受贿罪批准逮捕原中共陕西省委书记赵正永、陕西省副省长陈国强。[32]
- 北京市第一中级人民法院发布“e租宝”案首次资金清退公告[33]。

## 1月9日
- 媒体透露，初步病原学研究表明“武汉不明原因病毒性肺炎”的病原体为一种新型冠状病毒。[34]
- 商务部新闻发言人在例行新闻发布会上透露，刘鹤将于1月13日至15日访问美国华盛顿，与美方签订第一阶段协议。[35]
- 中国独立影像展宣布无限期停办。[36]
- 国际奥委会在瑞士洛桑召开执委会会议，会上通过了将武术列入第四届青奥会的决定。这也是武术首次被列入奥运会系列运动会的正式比赛项目[37]。

## 1月10日
- 2019年度国家科学技术奖励大会在北京市人民大会堂召开，黄旭华、曾庆存获2019年国家最高科学技术奖[38]；此外并公布2019年度国家科学技术进步奖等获奖项目名单[39]。
- 中国自主建设的首个卫星移动通信系统、中国电信天通卫星业务宣布正式商用，天上卫星、地上光纤、空中无线组成一张对中国领土、领空、领海全覆盖的网络[40]。
- 因学生自焚死亡事件[41]，南京邮电大学以“师德失范，情节严重，造成严重不良社会影响”为由撤销张宏梅专业技术职务，撤销教师资格，解聘。[42]
- 湖南省郴州市中级人民法院一审公开审理魏传忠受贿案。检方指控魏传忠自2001年至2019年共计受贿折合1.23237344亿元。魏传忠当庭认罪悔罪。[43]

## 1月11日
- 500米口径球面射电望远镜通过验收，正式开放运行。[44]

## 1月12日
- 中国科学院西北生态环境资源研究院博士生导师徐中民2013年发表在《冰川冻土》上的两篇论文《生态经济学集成框架的理论与实践（I）：集成思想的领悟之道》《生态经济学集成框架的理论与实践（II）：理论框架与集成实践》引发关注。徐中民在两篇文章中称赞了其导师程国栋和导师的妻子张幼芬，“阐述了导师的崇高感和师娘的优美感”。《冰川冻土》宣布将撤回两篇论文。担任《冰川冻土》主编的程国栋表示对两篇文章不知情，但愿意承担责任，已向领导申请引咎辞职。[45]
- 原计划于1月15日在香港发表2020年度人权报告的人权观察执行长肯尼斯·罗斯（英语：Kenneth Roth）被香港政府拒绝入境。[46]

## 1月13日
- 1月13日至15日，中国共产党第十九届中央纪律检查委员会第四次全体会议在北京召开，习近平、李克强、栗战书、汪洋、王沪宁、韩正出席会议，赵乐际主持会议。出席这次全会的有中央纪委委员133人，列席246人[47][48][49]。
- 9时许，山东省高级人民法院再审宣判张志超、王广超无罪。2006年3月，时为山东省临沭县第二中学分校学生的张志超被临沂市中级人民法院以强奸罪判处无期徒刑。[50]
- 17时36分许，青海省西宁市城中区南大街紅十字醫院公交站附近發生一起路面塌陷事故，一辆17路公交车陷入其中[51]，现场隨後发生爆炸。事故造成9人死亡，1人失聯。[52]
- 下午，贵州省铜仁市松桃苗族自治县沙坝河乡24岁少女、贵州盛华职业学院学生吴花燕病重逝世。吴花燕父母双亡，长期营养不良，身高1.35米，体重43斤，眉毛脱落。[53]媒体曝光，9958儿童紧急救助中心和一个短视频账号未经吴花燕和其家属同意以她的名义募集捐款，善款也没有交给她。[54]
- 澳门航空NX020航班降落在北京大兴国际机场，标志澳门航空正式开通北京大兴—澳门航线，成为首家入驻大兴机场的港澳台航空公司[55]。

## 1月14日
- 国务院打击治理电信网络新型违法犯罪工作部际联席会议召开，中华人民共和国公安部部长、总召集人赵克志出席并强调，要纵深推进打击治理电信网络新型违法犯罪工作，今年要集中开展“长城2号”打击治理跨境电信网络诈骗犯罪专项行动，从事电信诈骗拟被纳入失信惩戒名单[56]。

## 1月15日
- 长光卫星技术有限公司发布消息称，其自主研发的中国首颗亚米级超大幅宽光学遥感卫星——“红旗一号-H9”在太原卫星发射中心发射成功并进入预定轨道[57]。
- 中共中央政治局委员、国务院副总理、中美全面经济对话中方牵头人刘鹤与美国总统特朗普在白宫正式签署中美第一阶段经贸协议，这也标志的持续两年的中美贸易战进入到平稳期[58][59][60]。

## 1月16日
- 中國中央電視台著名主持人趙忠祥去世，享年78歲。[61]
- 北京市第三中级人民法院公开审理孙文斌故意杀人案，以故意杀人罪判处孙文斌死刑，剥夺政治权利终身[62]。
- 湖南师范大学教授张楚廷指导学生将自己作为学位论文的研究对象引发争议。网上流传的一张图片显示，2019年11月14日一名高等教育学专业的博士研究生就《教育研究的想象力——以张楚廷的教育研究为例》论文进行了学位论文答辩，张楚廷作为答辩委员出席。记者检索知网，发现张楚廷至少指导了9位研究生完成了研究张楚廷自己的学位论文。[63]

## 1月17日
- 西宁地陷事故造成9人死亡，1人失联，搜救工作宣佈停止。[64]
- 下午，习近平应邀乘专机抵达内比都国际机场，开始对缅甸进行国事访问。丁薛祥、杨洁篪、王毅、何立峰等陪同出访。[65]当晚，缅甸总统温敏在总统府（英语：Presidential Palace, Naypyidaw）为习近平举行欢迎晚宴，国务资政昂山素季、第一副总统敏瑞、第二副总统亨利班提育等出席宴会。这是习近平2020年首次出访[66]，同年也是中缅建交70周年[67]。
- 1月17日，中共中央宣传部发布甘肃省敦煌研究院文物保护利用群体的先进事迹，授予他们“时代楷模”称号，并表彰以常书鸿、段文杰、樊锦诗等为代表的几代莫高窟守护人[68]。

## 1月18日
- 中国航天科技集团有限公司表示，2019年，在102箭、492个航天器的世界航天发射版图中，中国航天以全年发射运载火箭34次的成绩再次占据榜首[69][70]。
- 重庆市涪陵区美心红酒小镇景区在蹦极项目开业当天将一只重150市斤的猪从68米高的蹦极台上推下蹦极。视频发布到互联网后引起争议，有网友批评景区虐待动物。景区次日公开致歉。[71]

## 1月19日

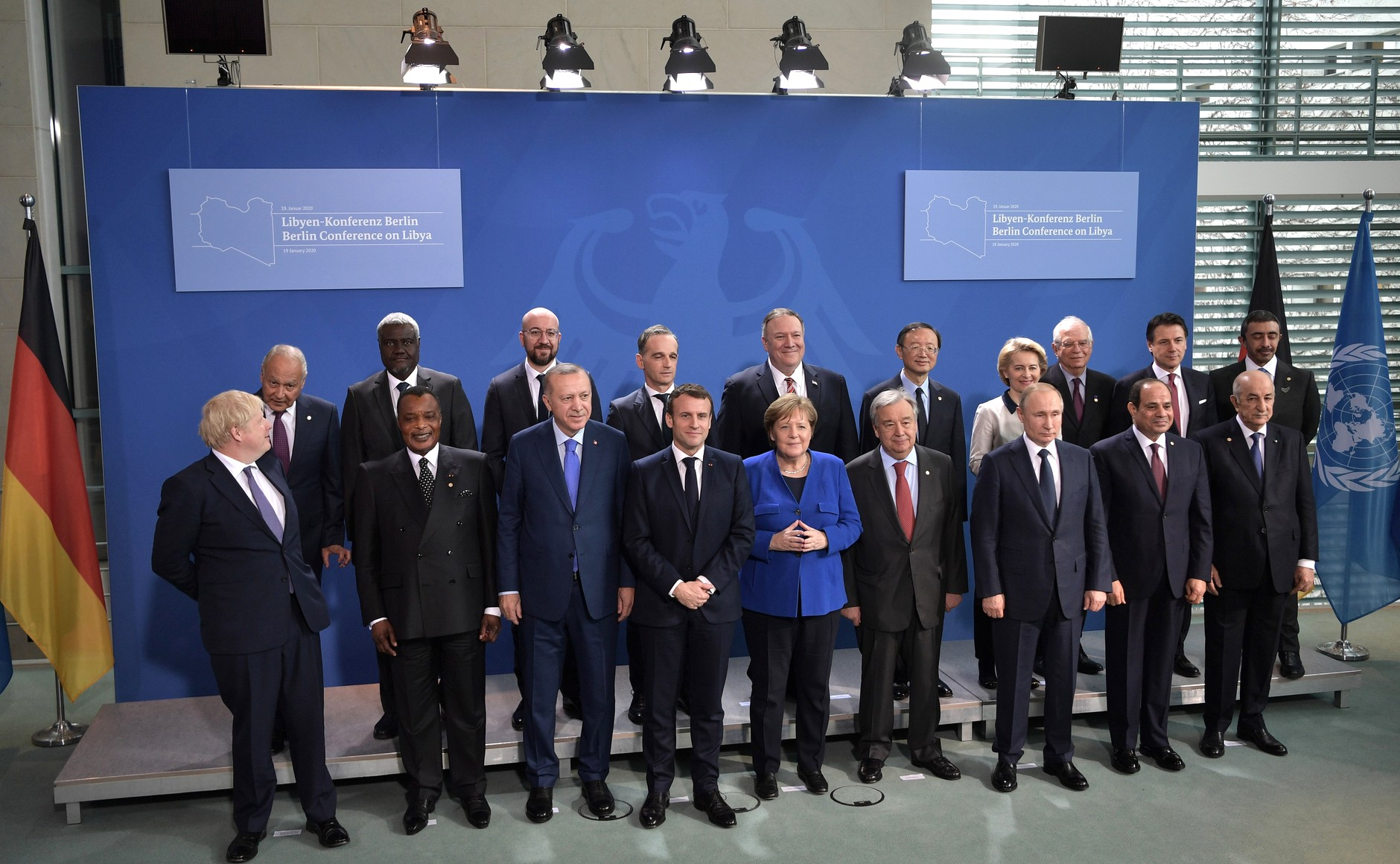
2020年1月19日，杨洁篪代表中国出席利比亚问题柏林峰会

- 为解决自第二次利比亚内战局势不断恶化的情况，联合国加大斡旋力度，于2020年1月19日在柏林召开利比亚问题柏林峰会[72]。杨洁篪作为习近平特别代表，赴德国出席[73]；峰会通过了关于利比亚问题的公报[74]。期间杨洁篪会见欧洲理事会主席米歇尔[75]、德国总理默克尔[76]。
- 下午，香港民间集会团队在中環遮打花園召集「港共受刑，天下制裁」遊行，香港警方事前给予不反对通知书。游行期间，游行者殴打了潜入游行人群的便衣警员。警方发射催泪弹，要求中止集会。集会组织者刘颕匡之后被警方以煽动群众、违规堵塞中环为由逮捕。警方称游行人数约1万人[77]。
- 18时许，荆门市第一人民医院发生一起殴打医生案件，施暴者22日晚被治安拘留。[78]
- 21时27分，新疆喀什地区伽师县发生6.4级地震，震源深度16千米。地震造成当地震感强烈，阿图什、喀什等地震感明显，阿克苏等地亦有震感[79]。地震造成1人死亡[80]。

## 1月20日
- 湖北省武汉市卫生健康委员会通报2019冠狀病毒病武漢市疫情情况，18日、19日两天武汉市共计新增确诊病例136例。[81]此外，根据广东省和北京市政府的通报，深圳市、北京市大兴区分别确诊1例和2例病例，这3名患者此前都去过武汉[82]。

- 中共中央总书记习近平对2019冠状病毒病疫情作出指示，要求加强舆论引导，加强有关政策措施宣传解读工作，坚决维护社会大局稳定。国务院总理李克强作出批示，要求及时发布疫情信息，做好与世界卫生组织、有关国家和港澳台地区的沟通。[83]李克强随即召开国务院常务会议，部署疫情防控工作。[84]
- 農業農村部新聞辦公室發布，新疆昌吉市瑪納斯縣蘭州灣鎮濕地，有野生天鵝出現H5N6亞型高致病性禽流感疫情，13隻發病的天鵝全部死亡。這次是本月內新疆發生的第3宗禽流感疫情。[85]
- 北京朝阳医院眼科主任医师陶勇被病人家属砍成重伤。凶手已被警方带走。[86]据报道，同时被砍伤的还有其它两名医护人员以及一名群众。[87]
- 安徽省宿州市城市管理局在微信公众号文章《曝光不文明行为，提高市民素养》中曝光7位穿睡衣上街的“不文明市民”，引发争议。文章中将市民的姓名和身份证号做了马赛克处理，但可清晰认出7人均为中年女性。当晚，宿州城管局发文致歉。[88]

## 1月23日
- 中国国家主席习近平和意大利总统马塔雷拉分别致贺信祝贺2020“中国意大利文化和旅游年”在意大利罗马音乐公园开幕[89]。
- 上海地铁虹桥火车站站等站点因施工需要宣布停运。[90]
- 上午10时，湖北省武汉市宣布全面进入战时状态，封城后公交、地铁、飞机等公共交通全部停止运营。[91]
- 上午11时，湖北省鄂州市宣布全市公交车、班车、渡口、火车站等停止运营。[92]
- 下午5时，湖北省仙桃市宣布市内所有公交车、轮渡等公共客运停止运营。[93]
- 下午5时，湖北省枝江市宣布公交车辆停止运行，除必需经营场所（超市、医院等）外全部关闭。[94]
- 晚上10时，湖北省潜江市宣布全是所有公交车、客运班车、旅游包车停止运营。[95]
- 晚上10时26分，四川省甘孜州石渠县发生4.3级地震，震源深度13.0千米。[96]

## 1月24日
- 因防控疫情需要，江苏省多地宣布景区、博物馆等场所停止开放。[97]
- 湖北省天门市宣布公交、班车和渡口停运。[98]
- 0时，湖北省黄冈市宣布市内公交、长途汽车、铁路等停运，关闭离城通道。[99]
- 0时，湖北省赤壁市宣布城市公交、农村客运、省县级客运停运。[100]
- 0时，湖北省荆门市宣布市内客运停运，禁止出租车出城运营。[101]
- 0时，湖北省恩施市州城城区公共交通停运，文化娱乐设施停止经营。[102]
- 0时，湖北省咸宁市宣布停运城际铁路，10时停运市内公交及其它客运路线，关闭所有教育培训机构及娱乐场所。[103]
- 10时，湖北省黄石市宣布全市公交、轮渡、班车停运，长江大桥关闭。[104]
- 11时，湖北省麻城市关闭离市通道，封闭火车站，并停运公交车、长途车及出租车。[105]
- 12时，湖北省当阳市宣布全市公交、长途客运停运，返市人员监测体温。[106]
- 12时，湖北省荆州市宣布全市公交、客运、渡口停运，关闭荆州站离荆通道。[107]
- 14时，湖北省宜昌市停运当地公交、城际客运、轮渡，限制出租车在城内运营。[108]
- 22时，湖北省十堰市宣布市内公交停运，次日1时关闭所有高速公路、国道。[109]
- 《湖北日報》高級記者张欧亚在微博公开呼吁武汉“当机立断换帅”。中共湖北日報傳媒集團党委向中共湖北省委、湖北省人民政府发文致歉，认为张欧亚给领导“添了堵”。[110][111]

## 1月25日
- 陆军军医大学150人医疗队除夕夜驰援武汉[112]。
- 山东省潍坊市昌乐县宣布城市公交车辆以及昌乐至青岛、济南、临沂、滨州、临朐等线路的客运车辆停运。[113]
- 0时，湖北省孝感市宣布公交、班车、包车、渡口、网约车停运，并关闭铁路车站。[114]
- 0时，湖北省随州市宣布市内公交、长途客运站停运，铁路离开与到达双向关闭。[115]
- 06时56分，西藏昌都市丁青县发生5.1级地震，震源深度10公里[116]。

## 1月26日
- 北京市省际客运巴士停运。[117]
- 安徽省铜陵市枞阳县公交车全部停运。[118]
- 山东省威海市文登、荣成公交停运，部分场所、景区关闭。[119]
- 山东省滨州市省际班车、市内班车、通镇（乡、村）公交停运。[120]
- 江苏省南京市溧水区停运区内公交及旅游公交以防控疫情。[121]
- 6时，江苏省宿迁市泗阳县因疫情防控需要宣布公交停运。[122]
- 9时，辽宁省鞍山市公交车辆暂停运营，恢复运营时间另行通知。
- 10时，辽宁省本溪市公交临时停运。[123]
- 13时，因防疫工作需要，上海轨道交通11号线花桥站至安亭站区段停运。[124]

## 1月27日
- 国务院总理、应对肺炎疫情工作领导小组组长李克强亲自前往湖北省武汉市，考察指导2019冠状病毒病的防控工作[125]。
- 受疫情影响，为加强疫情防控工作，有效减少人员聚集，阻断疫情传播，国务院办公厅发布关于延长2020年春节假期的通知。通知指出，将延长2020年春节假期至2月2日；各地大专院校、中小学、幼儿园推迟开学[126]。
- 天津市宣布长途客运停运。[127]
- 河南省安阳市宣布市内所有公交路线停运。[128]
- 0时，江苏省徐州市停运市内公交线路、地铁以及省际、市际客运班车。[129]

## 1月28日
- 12时，内蒙古自治区呼和浩特市公交、地铁、长途汽车及机场巴士停运。[130]
- 黄冈市卫健委主任唐志红被提名免职。[131]